# Reimund Dietzen
Reimund Werner Dietzen (Treviri, 29 maggio 1959) è un ex ciclista su strada, ciclocrossista e dirigente sportivo tedesco. Professionista dal 1982 al 1990, conta la vittoria di tre tappe alla Vuelta a España e di due campionati nazionali.

## Carriera
Iniziò la sua attività agonistica come corridore di ciclocross: in questa specialità conseguì diverse vittorie, specie nei campionati nazionali sia da dilettante (vincitore nel 1980 e 1981), sia da professionista (vincitore nel 1984 e 1985, secondo nel 1982). Passato professionista su strada nel 1982 con la Puch-Eorotex-Campagnolo, al primo anno tra i pro vinse il Trofeo Luis Puig.
Nel 1983 si trasferì alla spagnola Teka. Negli anni successivi riuscì a mettersi in luce soprattutto nelle brevi corse a tappe: numerosi furono i suoi podi nelle corse spagnole e di tanto in tanto anche le vittorie. Nelle grandi corse a tappe ottiene i migliori risultati alla Vuelta a España, classificandosi due volte secondo, nel 1987 e nel 1988, terzo nel 1984 e quarto nel 1986, e vincendo in totale tre tappe. Si aggiudicò anche due campionati tedeschi occidentali, nel 1984 e nel 1986.
Si ritirò dal ciclismo professionistico nel maggio 1990 a causa delle lesioni craniche rimediate durante la dodicesima tappa della Vuelta a España 1989, nel tunnel di Cotefablo (Huesca), quando, a causa della scarsa illuminazione, cadde battendo violentemente la testa. Unipublic S.A., società organizzatrice della Vuelta, fu per questo condannata a pagare un indennizzo a Dietzen.
Dopo il ritiro fu per sei stagioni, dal 2003 al 2008, direttore sportivo del team professionistico tedesco Gerolsteiner.

## Palmarès

### Strada
- 1981 (Dilettanti)

Campionati tedeschi, Prova in linea Dilettanti
- 1982

Trofeo Luis Puig
- 1983

4ª tappa Vuelta a las Tres Provincias
Classifica generale Vuelta a las Tres Provincias
Prologo Setmana Catalana (cronometro)
- 1984

Campionati tedeschi, Prova in linea
12ª tappa Vuelta a España (Santander > Lagos de Covadonga)
1ª tappa Vuelta a Asturias
- 1985

2ª tappa Vuelta a Cantabria
Classifica generale Vuelta a Cantabria
- 1986

Campionati tedeschi, Prova in linea
3ª tappa Vuelta a Cantabria
Classifica generale Vuelta a Cantabria
12ª tappa Vuelta a España (Valladolid > Segovia)
4ª tappa, 1ª semitappa Vuelta a Murcia (Lorca > Caravaca de la Cruz)
4ª tappa, 2ª semitappa Vuelta a Aragón
- 1987

Prologo Vuelta a la Rioja (cronometro)
Classifica generale Vuelta a la Rioja
- 1988

3ª tappa Trofeo Castilla y León
Classifica generale Trofeo Castilla y León
- 1989

Classifica generale Setmana Catalana de Ciclisme
9ª tappa Vuelta a España (Albacete > Gandia)

### Cross
- 1979-1980 (Dilettanti)

Campionati tedeschi, Prova Dilettanti
Ziklokross Igorre (Igorre)
- 1980-1981 (Dilettanti)

Campionati tedeschi, Prova Dilettanti
- 1981-1982

Grand Prix Möbel Alvisse (Leudelange)
Grand Prix Jean Bausch (Mühlenbach)
- 1982-1983

Grand Prix de la Commune de Contern (Contern)
- 1983-1984

Campionati tedeschi
- 1984-1985

Campionati tedeschi
Grand Prix Jean Bausch (Mühlenbach)

## Piazzamenti

### Grandi Giri
- Tour de France

1982: ritirato (2ª tappa)
1984: 64º
1986: ritirato (13ª tappa)
1987: 90º
1988: 83º
- Vuelta a España

1982: 40º
1983: ritirato (14ª tappa)
1984: 3º
1985: 7º
1986: 4º
1987: 2º
1988: 2º
1989: ritirato (13ª tappa)

### Classiche monumento
- Milano-Sanremo

1985: 47º

### Competizioni mondiali
- Campionati del mondo su strada

Goodwood 1982 - In linea: ritirato
Altenrhein 1983 - In linea: ritirato
Barcellona 1984 - In linea: ritirato
Giavera del Montello 1985 - In linea: ritirato
Colorado Springs 1986 - In linea: 70º
Villach 1987 - In linea: ritirato
Ronse 1988 - In linea: ritirato
- Campionati del mondo di ciclocross

Tolosa 1981 - In linea: 4º (cat. Dilettanti)
Lanarvily 1982 - In linea: 5º
Oss 1984 - In linea: 9º